# 前角博雄

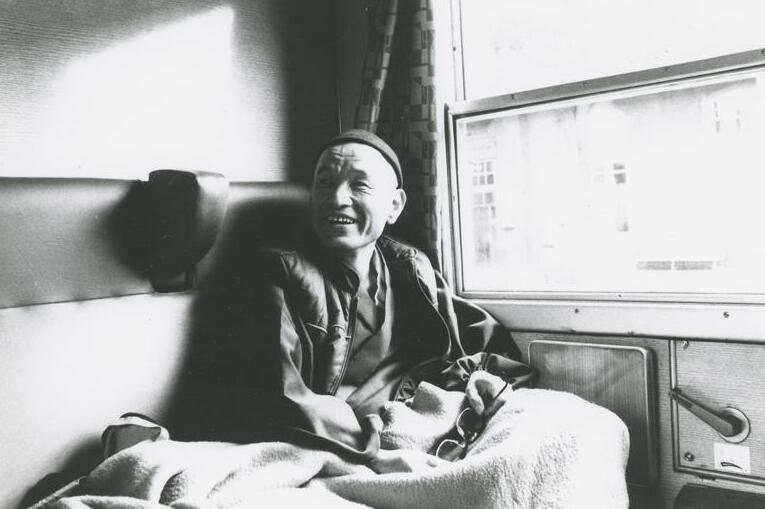

前角 博雄（まえずみ はくゆう、1931年2月24日 - 1995年5月15日）は、日本の曹洞宗の僧侶。

## 人物
数十年の指導の間に、ロサンゼルス禅センター、ホワイト・プラム・アサンガ、禅マウンテンセンター陽光寺、禅マウンテンモナストリー道真寺を設立し、12人の嗣法の弟子、68人の僧侶、500人の居士を育てた。
安谷白雲の下で公案も学んだ。
鈴木俊隆、崇山行願、宣化と同様に、彼の禅は欧米に大きな影響を与えた。
彼の嗣法の弟子の何人か、例えばバーニー・グラスマン・徹玄、デニス・ゲンポウ・メルツェル、ローリ大道、ジャン・澄禅・ベイズ、シャーロン・浄光・ベック、ウィリアム・ニョゲン・イェオらは、それぞれ参禅会を設立した。
数年後、アルコール中毒に悩まされ続け、1995年に浴槽で眠って溺死した。

## 略歴
1931年2月24日、栃木県大田原市の寺院に、黒田白純を父として生まれた。前角の姓は後年に母の姓を取ったものである。
11歳の時に曹洞宗に出家し、高校生の時に臨済宗の苧坂光龍に師事した。その後、駒澤大学で東洋哲学を学んだ。大学卒業後は總持寺で修行を行い、1955年に父から嗣法した。
1956年にアメリカに渡り、ロサンゼルスのリトル・トーキョーの禅宗寺の僧侶をしつつ、工場でアルバイトする生活を始めた。禅宗寺では坐禅は重視されていなかったが、彼はボイルハイツで千崎如幻と共に2年ほど坐禅を行った。
1959年に彼はサンフランシスコ州立大学で英語を学んだ。その年に鈴木俊隆に初めて会い、鈴木の寺である桑港寺に時々通った。
1960年代の始め、禅宗寺で西洋の学生を対象に坐禅を指導し始め、1967年の仏真寺(ZCLA)の設立に繋がった。
同年、彼は最初の妻のシャーリーンと結婚し（1971年に離婚）、1967年には安谷白雲の下で公案を学び、1970年に印可証明を受けた。
また、彼は1973年に苧坂光龍からも印可を受けた。
1975年に後妻の前角マルサと結婚し、女優の前角キリエを含む3人の子どもに恵まれた。
1976年には仏教学と人間の価値を研究するために、黒田研究所を設立し、仏教の時事研究に奨学金を支給した。
また、この間にホワイト・プラム・アサンガを設立した。
1979年、彼の高弟のバーニー・グラスマン・徹玄はニューヨークで禅の集団を組織した。
1980年には別の弟子のローリ大道がニューヨークのキャットスキル山に土地を手に入れ、道真寺を設立し、1989年には住職となった。
その翌年、彼はZCLAの避暑地として陽光寺を設立した。今日では年間を通して滞在型・非滞在型の禅センターとして利用されている。
1984年には、別の弟子のDennis Genpo MerzelがZCLAから離れ、三宝教団の観世音サンガを設立した。
家族を訪問するために日本に滞在している間の1995年5月15日に、酒に酔ったまま風呂場で溺れて亡くなった。亡くなる直前には、ホワイト・プラム・サンガの代表に就任するためにバーニー・グラスマン・徹玄に印可証明を与える予定だった。

## 指導法
3つの日本の禅宗の体系、彼が安谷の下で学んだ、曹洞宗の只管打坐と臨済宗の公案とその併修を行っている。
彼は坐禅の姿勢について特に厳しいことで知られ、彼の教え子たちに対し、警策を背後から使用した。
ロバート・ケネディ神父は『彼はとても強く坐禅することを主張し、心の動きに注意深くしなかった場合、坐らないように勧めました』と述懐している。
彼は『碧巌録』や『無門関』、『伝光録』、『Book of Equanimity』など広範囲な禅語録の公案を使用した。
また、作家で法嗣のゲーリー・シシン・ウィックによると、彼はよく「人生に感謝しましょう」と言っていたという。これは彼の教えをまとめた書籍のタイトルでもある。
その中で彼は次のように言う。「私は勧めます。この素晴らしい人生を一緒に楽しみましょう。この真の世界に感謝しましょう。余分なものは何もありません。最も貴重な宝物として人生に本当に感謝し、そして、それを大事にして下さい」

## 不祥事
1983年に彼はアルコール中毒であることを認め、ベティ・フォード・センターに入院した。これと同時にZCLAの何人かの女性の参禅者との性的関係が発覚した。これにより、妻と子供はZCLAを去り別居したとされる。
彼の妻のマリサは10代で飲酒を始め、第二次大戦中はアメリカ軍兵士と喫煙、ビール飲酒をしていた。
彼はその全てにおいて素直に認め、正当化を試みなかった。これらの出来事は、彼の門下を混乱させ、多くの教え子たちが去った。ジャン・澄禅・ベイズとバーニー・グラスマン・徹玄は、彼との決別を決心し、それぞれ分派を形成した。
コミュニティは継続しながらも、参加者らはより人間的な彼を見ざるを得なかった。教え子の中には、この出来事が、彼を欠点のない人物だと欺かれることがなくなって進展したと見る者もいた。
ジャン・澄禅・ベイズは彼の飲酒について次のように言った。「我々は彼の飲酒を唆した。彼が飲んでいる時に、我々が一度も見たことがない、禅の指導者としての本領が見られるのではないかと考えた。彼が高潔になるのではないかと思った。人々は慎重に彼が酔っていた時の言動と、壁に批判する方法を見た」

## 弟子
彼は12人の法嗣と68人の出家の弟子、500人以上の在家信徒を育てた。
作家のジェームス・イシュマエル・フォードは、「西洋の禅における彼の影響は大きい」と言う。
ジャン・チョウゼン・ベイズは、「 彼には様々な人々の仏性や伸びる可能性を見出す素質がありました。何人かの嗣法の弟子もいます。チベット仏教の教授方式で広範囲に種を蒔きました。何人かは成長し、何人かは成長しませんでした。私たちは彼の弟子のうちどの系統が何世代存続したかは知りません。」と言う。

## 著書
- 1976年、On Zen Practice: Body, Breath, Mind（バーニー・グラスマン・徹玄との共著）
- 1978年、On Zen Practice 2: Body, Breath, Mind (a.k.a.The Hazy Moon of Enlightenment)（バーニー・グラスマン・徹玄との共著）
- 1978年 Way of Everyday Life
- 1998年 Echoless Valley
- 2001年 Appreciate Your Life: Zen Teachings of Taizan Maezumi Roshi
- 2001年 Teaching of the Great Mountain: Zen Talks by Taizan Maezumi

（Anton Tenkei Coppens編）